# Entomorph: Plague of the Darkfall
Entomorph: Plague of the Darkfall este un Joc video de rol de acțiune - aventură din 1995 dezvoltat de Strategic Simulations, Inc.  și distribuit de Mindscape. A fost relansat pentru Windows în 2013 pe GOG.com

## Gameplay
În Entomorph, jucătorul controlează personajul Warrick.

## Istoricul publicațiilor
Este al doilea joc video bazat pe universul fictiv World of Aden, primul fiind World of Aden: Thunderscape. (Deși ambele jocuri au același cadru, Entomorph nu este o continuare a lui Thunderscape.)

## Recepție
Scriind pentru PC Gamer US, Trent Ward a numit Entomorph „o pauză atractivă și inovatoare față de un joc obișnuit RPG”.  Recenzorul de la revista Next Generation a numit jocul un „amestec revigorant” de mecanică și i-a lăudat grafica și muzica, dar a găsit defecte în schema de control și sistemul de luptă. 
În Computer Gaming World, Scorpia a scris că jocul „probabil nu are nimic suficient pentru a satisface fanii unui anumit gen”, dar că „funcționează destul de bine cu ceea ce are”. Revista a inclus Entomorph în ghidul său de sărbători din 1995, în care un scriitor a remarcat că „acțiunea și povestea unică vor oferi jucătorilor un CRPG interesant și diferit”.
Chris Anderson de la PC Zone⁠(d) a considerat că Entomorph este o încercare de a concura cu Ultima VIII⁠(d) dar fără succes în acest sens. Cu toate acestea, el a rezumat jocul ca fiind „bun și destul de mare, cu o poveste destul de captivantă”.  Dave Harris de la Fusion a numit jocul „un bun RPG pentru începători” și „un excelent însoțitor pentru Thunderscape”.  În PC Format⁠(d), Mark Ramshaw a fost de acord cu Anderson că jocul nu a ajuns la nivelul lui  Ultima VIII, în special în ceea ce privește grafica. Cu toate acestea, el a scris: „aceasta fiind spuse, este expansiv, este șmecher, intriga conține senzații tari, aventură și umor autentic, iar tema insectelor este un câștigător. Nu vă înșelați, Entomorph într-adevăr nu este chiar așa de rău.” 
Andy Butcher a recenzat Entomorph: Plague of the Darkfall pentru revista Arcane, evaluându-l cu nota 7 din 10. Butcher comentează că „ Entomorph este un joc distractiv și captivant, care pune accentul pe rezolvarea puzzle-ului în detrimentul unei lupte fără sfârșit, iar povestea originală (comparată cu majoritatea jocurilor pe calculator, cel puțin) oferă mult mai mult interes decât o simplă altă călătorie prin temniță”.
În cartea sa Dungeons and Desktops: The History of Computer Role-Playing Games (2008), istoricul jocurilor video Matt Barton a numit Entomorph și însoțitorul său World of Aden: Thunderscape „jocuri bine concepute și foarte jucabile [care] au atras puțin interes din partlegăea fanilor CRPG de atunci sau de acum.”